# Guadarrama (Barinas)
Guadarrama es una localidad y parroquia ubicada en el municipio Arismendi, estado Barinas, Venezuela. Se encuentra a orillas del río Portuguesa y es conocida por su ganadería, producción de queso y pesca exige mejoramiento de sus vías de penetración para conectar con el Municipio y la creación de unos puentes en caños cuenta con muchos caseríos Los más destacados : el Pao , el Calvario ,  Coco e Mono  e Iguez  

## Historia
Guadarrama fue establecida el 29 de abril de 1810, a orillas del río Portuguesa con el nombre de Santo Tomás de Guadarrama. La fundación fue iniciada por el presbítero Juan Hernández, con una población de aproximadamente 650 personas para 1820.
Se estableció por primera vez en las trincheras del estado Cojedes con el nombre de Pueblo Viejo, y durante la Guerra de Independencia el pueblo fue incendiado y se refundó del lado de Barinas, donde está ubicado actualmente con el nombre de Guadarrama. En 2011, la parroquia contaba con 23 000 habitantes y cuenta con 4 caseríos: Iguez, Coco e Mono, el Pao y las Trincheras.
Iguez fue fundado el 10 de enero de 1811 por sus primeros habitantes la familia Rojas, y hoy cuenta con 2 Iglesias evangélicas Los Efesios y la Estrella Resplandeciente, una cancha, una escuela estadal con un centro de votación, un centro médico, un tanque de agua y un pozo.
Entre la personalidades notables de Guadarrama se incluyen el autor Virgilio Tosta, y el Dr. Pedro Pacifico Zarate Rojas.